# IC 3536
IC 3536 ist eine Spiralgalaxie vom Hubble-Typ Sc? im Sternbild Coma Berenices am Nordsternhimmel. Sie ist schätzungsweise 282 Millionen Lichtjahre von der Milchstraße entfernt.
Das Objekt wurde am 23. März 1903 von Max Wolf entdeckt.